# ESA Linas-Montlhéry
 (janvier 2024).
La mise en forme du texte ne suit pas les recommandations de Wikipédia : il faut le « wikifier ».
Les points d'amélioration suivants sont les cas les plus fréquents. Le détail des points à revoir est peut-être précisé sur la page de discussion.
- Les titres sont pré-formatés par le logiciel. Ils ne sont ni en capitales, ni en gras.
- Le texte ne doit pas être écrit en capitales (les noms de famille non plus), ni en gras, ni en italique, ni en « petit »…
- Le gras n'est utilisé que pour surligner le titre de l'article dans l'introduction, une seule fois.
- L'italique est rarement utilisé : mots en langue étrangère, titres d'œuvres, noms de bateaux, etc.
- Les citations ne sont pas en italique mais en corps de texte normal. Elles sont entourées par des guillemets français : « et ».
- Les listes à puces sont à éviter, des paragraphes rédigés étant largement préférés. Les tableaux sont à réserver à la présentation de données structurées (résultats, etc.).
- Les appels de note de bas de page (petits chiffres en exposant, introduits par l'outil «  Source ») sont à placer entre la fin de phrase et le point final[comme ça].
- Les liens internes (vers d'autres articles de Wikipédia) sont à choisir avec parcimonie. Créez des liens vers des articles approfondissant le sujet. Les termes génériques sans rapport avec le sujet sont à éviter, ainsi que les répétitions de liens vers un même terme.
- Les liens externes sont à placer uniquement dans une section « Liens externes », à la fin de l'article. Ces liens sont à choisir avec parcimonie suivant les règles définies. Si un lien sert de source à l'article, son insertion dans le texte est à faire par les notes de bas de page.
- La présentation des références doit suivre les conventions bibliographiques. Il est recommandé d'utiliser les modèles {{Ouvrage}}, {{Chapitre}}, {{Article}}, {{Lien web}} et/ou {{Bibliographie}}. Le mode d'édition visuel peut mettre en forme automatiquement les références.
- Insérer une infobox (cadre d'informations à droite) n'est pas obligatoire pour parachever la mise en page.

Pour une aide détaillée, merci de consulter Aide:Wikification.
Si vous pensez que ces points ont été résolus, vous pouvez retirer ce bandeau et améliorer la mise en forme d'un autre article.
Actualités
L'Entente Sportive et Athlétique de Linas-Montlhéry est un club de football basé sur les villes de Linas et Montlhéry en France. Depuis la saison 2020-2021, il participe au Championnat National 3, le cinquième niveau du système des ligues françaises de football. Les couleurs du club sont le jaune et le rouge avec pour surnom les Sang et Or, .

## Histoire
Linas-Montlhéry a été fondé en 1960 à la suite de la fusion de deux clubs, l'US Linas et l'ES Montlhéry[réf. nécessaire].
Le club s'est notamment fait connaitre grâce à ses parcours en coupe de France. Il a attiré l'attention pour la première fois après avoir été tiré au sort contre les champions de France du Paris Saint-Germain (PSG) en huitièmes de finale de la Coupe de France 2019-2020. Le match a eu lieu le 5 janvier 2020 au Stade Robert Bobin et s'est soldé par une victoire 6-0 du PSG. Linas-Montlhéry a vu un penalty arrêté par le gardien du PSG Sergio Rico alors que le score était seulement de 1-0. Avec la fin de saison avancée en 2019-20 en raison de la pandémie de COVID-19, Linas-Montlhéry s'est retrouvé en tête de son groupe en Régional 1. Ils ont ensuite été promus en Championnat National 3, la cinquième division de la pyramide du football français.
Le 13 novembre 2021, Linas-Montlhéry élimine Dunkerque, équipe de Ligue 2, au septième tour de la Coupe de France 2021-2022 . Le match s'est terminé par une victoire 1-0 pour l'ESALM grâce à un but tardif de Tom Bouvil. Le gardien Ali Lutumba a réalisé plusieurs arrêts « héroïques » pour empêcher Dunkerque de marquer. Le 19 décembre, Linas-Montlhéry élimine le club de Ligue 1 d'Angers en huitièmes de finale grâce à deux buts de Pascal Leno. En 16e de finale, les Sang-et-Or sont éliminés par Amiens alors en Ligue 2 ; l'équipe de la Somme a mené de 3-0 avant de se faire rejoindre par Linas-Montlhéry et la fatidique séance de tirs au but ou Amiens s'est finalement imposé sur un score de 4 à 3. 
L'année suivante, Linas-Montlhéry se qualifie de nouveau pour les 32ème de finale, ou ils affrontent le Racing Club de Lens futur 2e de ligue 1. Ils s'inclinent 2-0 malgré une belle résistance le 7 janvier 2023.
Lors de la saison 2024-2025, le club est éliminé au 7ème tour par l'USC Corte.

## Stade
Le club est résident à la fois au stade Paul Desgouillons (Montlhéry) et au stade Cosom (Linas), bien que le stade Paul Desgouillons soit le principal lieu où joue le club. Le stade Cosom a une capacité de 1 000 places.
En 2020, le stade Paul Desgouillons a été rénové, afin que Linas-Montlhéry puisse faire face aux obligations liées au nouveau statut du club, .
Tanguy Ndombele et Paul Bernardoni sont parmi les joueurs phares passés par la formation de Linas-Montlhéry. 